# 스페인 대 네덜란드 (2014년 FIFA 월드컵)
2014년의 스페인 대 네덜란드(네덜란드어: Wereldkampioenschap voetbal 2014 (Groep B) Spanje - Nederland)는 2014년 FIFA 월드컵 B조의 첫 경기였다. 2014년 6월 13일에 브라질 사우바도르의 아레나 폰치 노바에서 열린 이 경기는 스페인 축구 국가대표팀 역사상 최악의 패배로 기록된 경기였으며, 디펜딩 챔피언 중 최다 점수차 패배로도 기록된 경기였다.

## 경기 전 상황
양국은 10회의 맞대결을 펼쳤고, 이중에는 스페인이 연장전 끝에 1-0으로 이긴 2010년 FIFA 월드컵 결승전도 포함되었다. 이 사례는 전 대회 FIFA 월드컵 결승전에서 서로 승부를 벌였던 두 팀이 바로 다음 대회 조별 리그에서 만나는 첫 사례였다.

## 경기

### 상세 정보

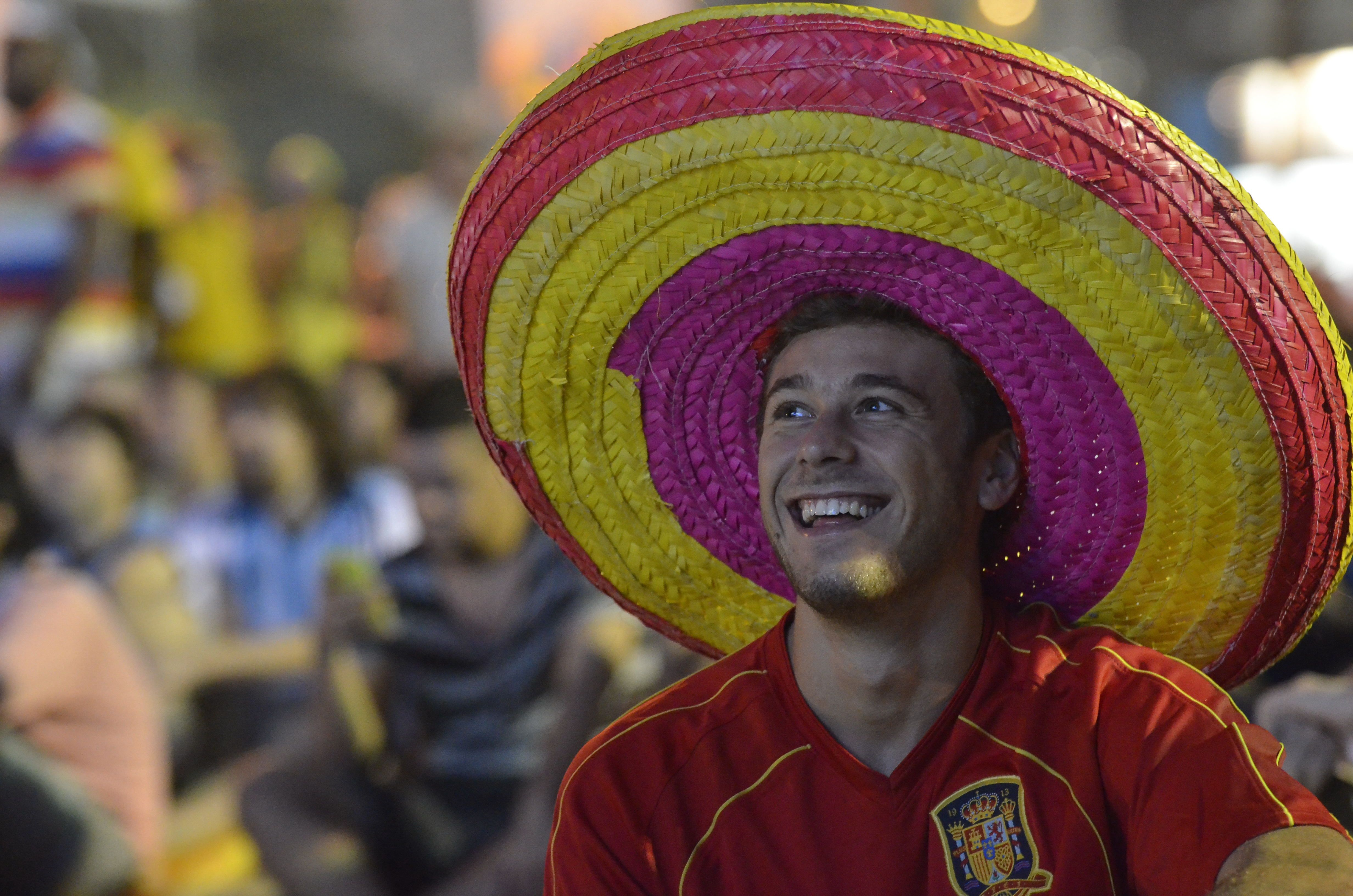
경기 당일 히우 지 자네이루 팬페스트의 스페인 팬

| 스페인              | 1 – 5  | 네덜란드                                           |
| ------------------- | ------ | -------------------------------------------------- |
| 알론소 27′ (페널티) | 리포트 | 판 페르시 44′, 72′ · 로번 53′, 80′ · 더 프레이 65′ |

| 스페인 | 네덜란드 |

| GK               | 1  | 이케르 카시야스 (주장) | 65′ |     |
| RB               | 22 | 세사르 아스필리쿠에타  |     |     |
| CB               | 3  | 제라르드 피케          |     |     |
| CB               | 15 | 세르히오 라모스        |     |     |
| LB               | 18 | 조르디 알바            |     |     |
| RM               | 8  | 차비                   |     |     |
| CM               | 16 | 세르지오 부스케츠      |     |     |
| LM               | 14 | 샤비 알론소            |     | 62′ |
| RW               | 21 | 다비드 실바            |     | 78′ |
| LW               | 6  | 안드레스 이니에스타    |     |     |
| CF               | 19 | 디에고 코스타          |     | 62′ |
| 교체 선수:       |    |                        |     |     |
| FW               | 9  | 페르난도 토레스        |     | 62′ |
| FW               | 11 | 페드로                 |     | 62′ |
| MF               | 10 | 세스크 파브레가스      |     | 78′ |
| 감독:            |    |                        |     |     |
| 비센테 델 보스케 |    |                        |     |     |

| GK         | 1  | 야스퍼 실러선         |     |     |
| CB         | 2  | 론 플라르             |     |     |
| CB         | 3  | 스테판 더 프레이      | 41′ | 77′ |
| CB         | 4  | 브루누 마르팅스 인디  |     |     |
| RWB        | 7  | 다릴 얀마트           |     |     |
| LWB        | 5  | 데일리 블린트         |     |     |
| CM         | 6  | 나이젤 더 용          |     |     |
| CM         | 8  | 요나탄 더휘즈만       | 25′ | 62′ |
| AM         | 10 | 베슬리 스네이더르     |     |     |
| CF         | 9  | 로빈 판 페르시 (주장) | 66′ | 79′ |
| CF         | 11 | 아르연 로번           |     |     |
| 교체 선수: |    |                       |     |     |
| MF         | 20 | 조르지니오 베이날뒴   |     | 62′ |
| DF         | 13 | 요옐 펠트만           |     | 77′ |
| FW         | 17 | 예레마인 렌스         |     | 79′ |
| 감독:      |    |                       |     |     |
| 루이 판 할 |    |                       |     |     |

| 최우수 선수: 로빈 판 페르시 (네덜란드) 부심: 안드레아 스테파니 (이탈리아) 레나토 파베라니 (이탈리아) 대기심: 스베인 오드바르 모엔 (노르웨이) 후보 대기심: 심 헤겔룬 (노르웨이) |

## 반응과 경기 후

### 스페인
이 경기 후 스페인은 칠레에게마저 0-2로 패배해 16강 진출의 기회를 잃어버렸고, 마지막에 오스트레일리아에 3-0으로 승리하여 전패만 면하고 B조 3위로 대회를 마무리하게 되었다. 이는 디펜딩 챔피언이 조별리그 3경기 중 2경기만에 조기 탈락이 확정된 첫 사례이기도 하였다.

### 네덜란드
이 경기 후 네덜란드는 오스트레일리아에 3-2, 칠레에 2-0으로 승리하여 3전 전승으로 B조 1위에 올라 결선 토너먼트에 진출하였다. 네덜란드는 토너먼트에서 멕시코에 2-1 승리를 거두고, 코스타리카를 승부차기로 꺾어 준결승전에 진출하였으나, 준결승전에서 아르헨티나에 승부차기로 패배하여 결승 진출에는 실패했다. 3위 결정전에서는 브라질에 3-0으로 승리하여 전체 3위로 대회를 마쳤다.

## 같이 보기
- 네덜란드 대 대한민국 (1998년 FIFA 월드컵)
- 대한민국 대 알제리 (2014년 FIFA 월드컵)
- 브라질 대 독일 (2014년 FIFA 월드컵)
- 스웨덴 대 이탈리아 (2018년 FIFA 월드컵 예선)
- 아르헨티나 대 크로아티아 (2018년 FIFA 월드컵)
- 대한민국 대 독일 (2018년 FIFA 월드컵)

### 참고주
1. ↑  네덜란드, 스페인 5대 1로 격파..4년 전 패배 설욕 2014.6.14 sbs
2. ↑  “2014 FIFA World Cup – Statistical Kit” (PDF). FIFA.com. 9쪽. 2014년 6월 29일에 원본 문서 (PDF)에서 보존된 문서. 2018년 10월 27일에 확인함.
3. ↑  “Referee designations for matches 1-4” (PDF). FIFA.com (Fédération Internationale de Football Association). 2014년 6월 10일. 2014년 6월 30일에 원본 문서 (PDF)에서 보존된 문서. 2018년 10월 27일에 확인함.